# Lachyang
Lachyang – gaun wikas samiti w środkowej części Nepalu w strefie Bagmati w dystrykcie Nuwakot. Według nepalskiego spisu powszechnego z 2001 roku liczył on 763 gospodarstw domowych i 4125 mieszkańców (2013 kobiet i 2112 mężczyzn).